# 오시예크바라냐주

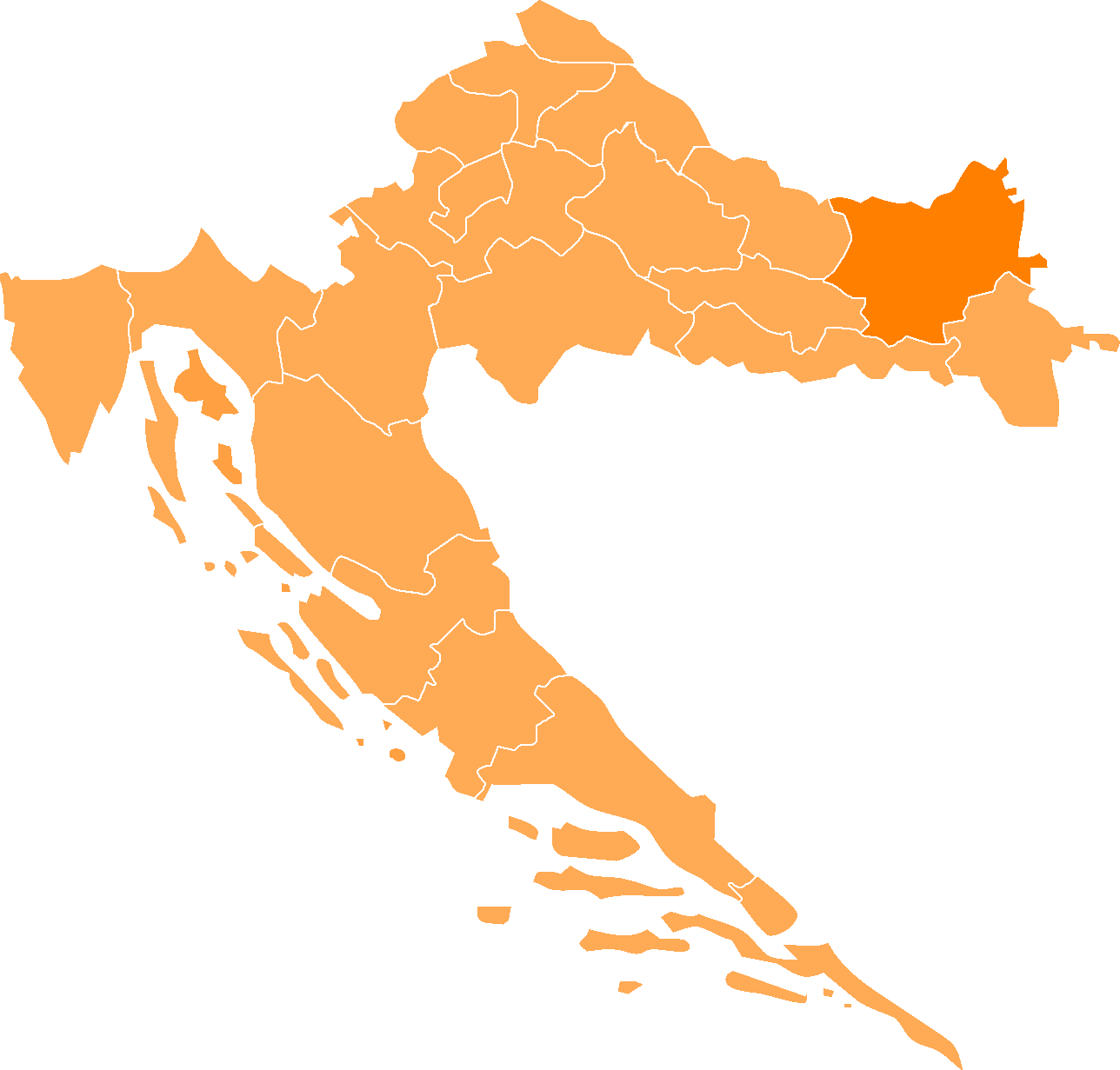
오시예크바라냐주의 위치

오시예크바라냐주(크로아티아어: Osječko-baranjska županija)는 크로아티아 북동부에 위치한 주로 주도는 오시예크이며 면적은 4,155km2, 인구는 330,506명(2001년 기준), 인구 밀도는 79.5명/km2이다.
슬라보니아 지방, 바라냐(버러녀) 지방에 속한다. 북쪽으로는 헝가리, 동쪽으로는 세르비아와 국경을 접하며 남동쪽으로는 부코바르스리옘주, 남쪽으로는 브로드포사비나주, 서쪽으로는 포제가슬라보니아주, 북서쪽으로는 비로비티차포드라비나주와 접한다. 7개 시와 35개 지방 자치체를 관할하며 주 의회는 47개 의석으로 구성되어 있다.

주기
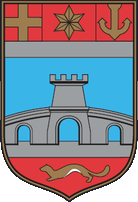
주 문장